# Metzad
Metzad (en hebreo: מיצד) también llamado Asfar, es un asentamiento israelí organizado como un asentamiento comunitario en el bloque de asentamientos de Gush Etzion en el Área de Judea y Samaria en la Cisjordania ocupada. Fue establecido por colonos judíos ultra-ortodoxos en 1984, está situado al sur de Belén, en las montañas del este de Judea, a unos 14 kilómetros y medio de la Línea verde, fuera de la barrera de separación. En 2016 su población era 688 personas. Pertenece a la jurisdicción del Concejo Regional Gush Etzion. La comunidad internacional considera que los asentamientos israelíes en Cisjordania, son ilegales bajo la legislación internacional, pero el gobierno israelí no comparte esta opinión. Metzad fue establecido en 1984 por inmigrantes de los Estados Unidos, el Reino Unido, Sudáfrica y Francia.